# Kollagen
Kollagen är ett fiberprotein som utgör en tredjedel av allt protein hos däggdjur. Proteinet finns även i andra flercelliga djur. Kollagen finns framför allt i stödjevävnad som ben, hud, senor och blodkärlsväggar. Vanligt kollagen bildar fiberstrukturer som ger struktur, stadga och är mycket motståndskraftiga mot slitande krafter.
Precis som andra proteiner består kollagen av aminosyror varav följande förekommer ofta: prolin, glycin, glutaminsyra, alanin och arginin. Proteinet består av tre peptidkedjor snurrade runt varandra, i trippelhelixform som ger den både styrka och formbarhet - jämför med DNA:s vanliga form, dubbelhelixen. Trippelhelixen bildas spontant redan inne i cellen, innan det nybildade proteinet utsöndrats, eftersom de enskilda kedjorna har låg vattenlöslighet. Denna molekyl kallas prokollagen. Under tiden prokollagenet translateras i det endoplasmatiska retiklet genomgår det en rad pro-translationella modifieringar innan det via golgi utsöndras ur cellen där propeptiden genomgår vidare modifieringar. Den pro-translations processen innebär bland annat hydroxylering av vissa av de ingående aminosyraresterna lysin och prolin till hydroxilysin och hydroxiprolin. Dessutom klyvs proteinkedjornas bägge ändar av genom proteolys, vilket gör det möjligt för de små kollagenfibrillerna att slå ihop sig till tjockare kollagenfiber. Troligen är ändbitarna en skyddsmekanism mot de förödande effekter som en kollagenfiber-bildning skulle ha intracellulärt.
Om inte hydroxileringen till hydroxilysin och hydroxiprolin sker, kan inte kollagenet bilda fibriller på korrekt sätt. Felaktig struktur på kollagen ger svag vävnad med blödningar som följd. Detta är den sjukdom som uppkommer vid C-vitaminbrist som kallas skörbjugg.
Kommersiellt finns kollagen tillgängligt i hydrolyserad pulverform.
Kollagen används i till exempel korvskinn och i visst smink.
Det finns flera olika typer av kollagen, numrerade med romerska siffror. I till IV är de mest kända. 
- Kollagen I förekommer huvudsakligen i ben
- Kollagen II förekommer huvudsakligen i hyalint och elastiskt brosk
- Kollagen III förekommer huvudsakligen i retikulär vävnad såsom lymfnoder och mjälte
- Kollagen IV återfinns i basalmembran

## Övrigt
Kollagen är troligen det mest sekvenserade proteinet. När man försöker sekvensera ett annat protein är det stor risk att man tappar lite kollagen från sin egen hud i provet. Mängden kollagen i en sådan pytteliten flaga är ofta större än det prov man har av det protein man vill studera, och så blir kollagenet sekvenserat i stället.[källa behövs]